# 孙立哲
孙立哲（1951年11月—），原名孙立喆。赤脚医生，后任美国万国数据通讯公司总裁，美国万国国际出版公司董事长，中国美迪亚公司、华章公司、先知公司等多家公司董事长。

## 生平
1964年考入清华附中；1969年初插队成为赤脚医生，1971年人民日报报道了他的行醫事蹟。1979年，考入北京第二医学院（现首都医科大学）攻读硕士。1982年赴澳洲留学。1983年，考入美国西北大学攻读器官移植免疫博士学位。1985年在美国创办万国图文电脑出版集团公司。1993年回国创业。